# James Everett Lipp
James Everett Lipp (3 de junio de 1910-13 de agosto de 1993) fue un ingeniero estadounidense y pionero en el diseño de vehículos de lanzamiento orbital. En los años 1950, jugó un papel clave en las primeras proyecciones para satélites de reconocimiento.
Es conocido por sus aportaciones a la exobiología. En 1948, proporcionó el Apéndice D del informe que cierra el Proyecto SIGN  de la Fuerza Aérea de los Estados Unidos, haciendo uno de los primeros cálculos de la cantidad de planetas habitados en el universo, pero también descubriendo que el origen extraterrestre de los ovnis es improbable basado en consideraciones de ingeniería.

## Formación y carrera científica
Obtuvo su doctorado en el Instituto de Tecnología de California, en 1935 con la tesis "Resistencia de cilindros de paredes delgadas sometidos a torsión y compresión combinadas". Trabajó para Douglas Aircraft Co., desde 1935 a 1948, y posteriormente en a División de Misiles de Rand Corp., donde dirigió su división aeroespacial.